# Heinrich Max Imhof

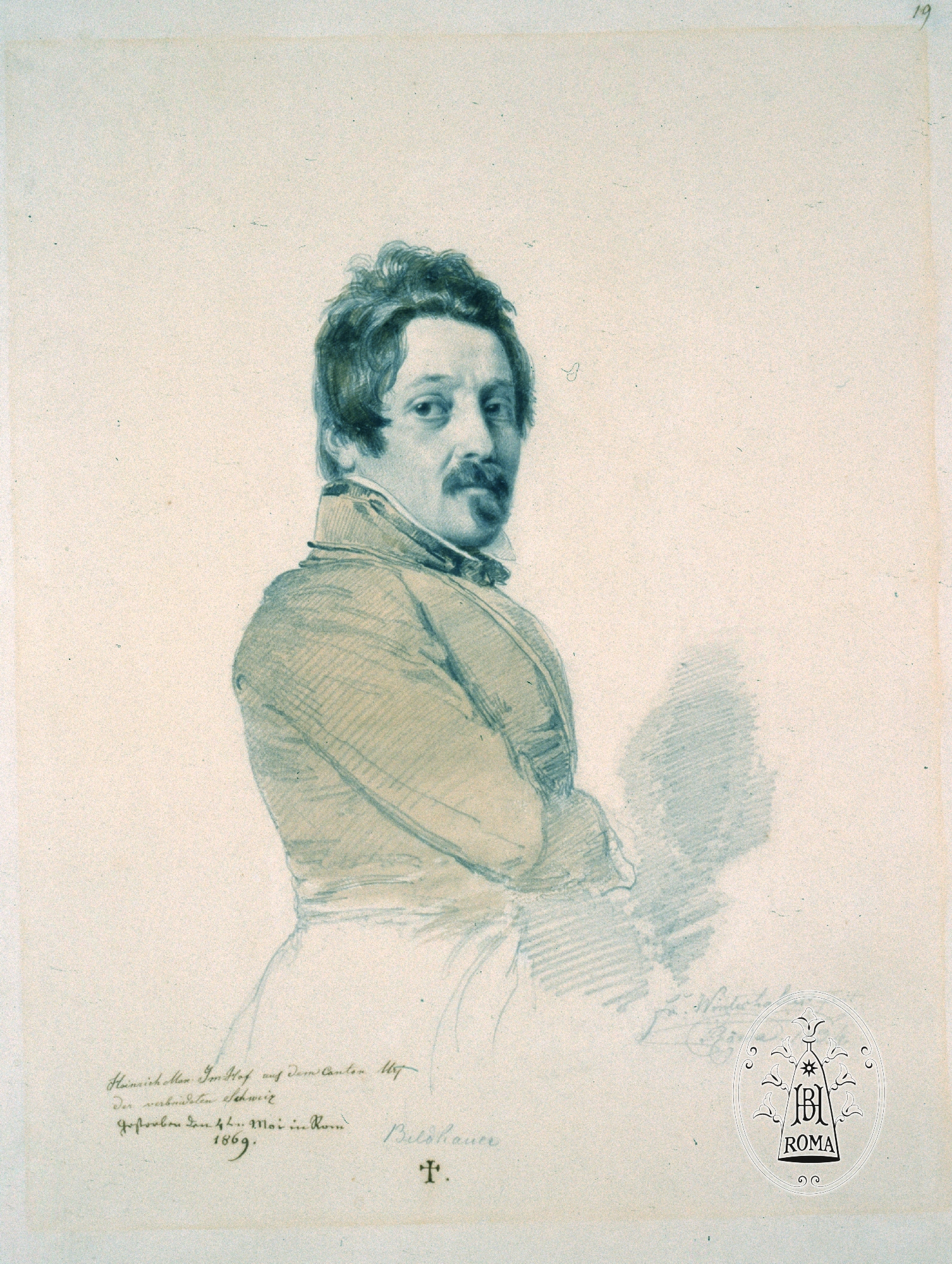
Heinrich Max Imhof, 1834
Zeichnung von Franz Xaver Winterhalter, Rom

Heinrich Max Imhof (* 14. Mai 1795 oder 1798 in Bürglen, Kanton Uri; † 4. Mai 1869 in Rom; mit vollem Namen Heinrich Maximilian Imhof) war ein Schweizer Bildhauer des Klassizismus.

## Leben

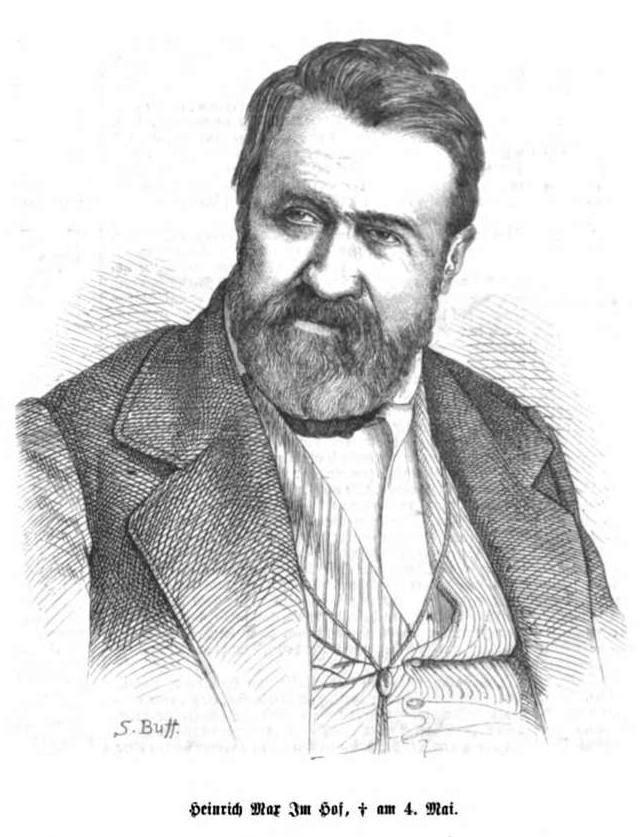
Heinrich Max Imhof, 1869
Zeichnung von Sebastian Buff

Heinrich Max Imhof wurde als Sohn des Kleinbauern Johann Joseph Imhof und der Katharina Barbara Arnold in Bürglen geboren. Seine Kindheit verbrachte er in Bifang bei Bürglen, wo er in einfachen Verhältnissen aufwuchs. Der Lehrer und Vedutenmaler Franz Xaver Triner (1767–1824), der dem jungen Imhof Zeichenunterricht erteilte, erkannte schon früh dessen künstlerische Begabung. Er überzeugte die Eltern davon, den 16-Jährigen 1811 beim Holzbildhauer Franz Abart in Kerns in die Lehre zu schicken. Als sein Lehrmeister die Pfarrkirche in Kerns zwischen 1814 und 1823 mit plastischen Arbeiten ausstattete, fertigte Imhof am Portal seine ersten bekannten professionellen Schnitzarbeiten. 1818 wurde der Geograf Johann Gottfried Ebel auf Imhof aufmerksam und holte ihn nach Zürich, wo er als selbstständiger Bildhauer vor allem Porträtreliefs schuf. Zu den Auftraggebern gehörte unter anderem der preußische Kronprinz Friedrich Wilhelm (IV.), der sich 1819 während seiner Schweizreise von Imhof porträtieren ließ. 1820 protegierte sein Mentor Ebel eine Weiterbildung im Atelier des schwäbischen Bildhauers Johann Heinrich Dannecker in Stuttgart und finanzierte 1824 die erste Studienreise nach Rom, die Imhof zusammen mit seinem befreundeten Bildhauerkollegen Johann Jakob Oechslin antrat. Dort machte er sich in der Werkstatt des dänischen Bildhauers Bertel Thorvaldsen mit dessen klassizistischen Gestaltungsprinzipien vertraut, die die klassische griechische Kunst der Antike zum Vorbild hatte. In der deutschen Künstlerkolonie pflegte er Kontakte zu Oechslin, zu den deutschen Künstlern Ernst von Bandel und Bonaventura Genelli sowie zum Schweizer Bildhauer und Schriftsteller Heinrich Keller.
1827 begann Imhof mit den Modellarbeiten an der Statue des David mit dem Haupt des Goliath, die Kronprinz Friedrich Wilhelm in einer Marmorausführung für die Ausstattung des Potsdamer Sommerschlosses Charlottenhof anfertigen ließ. Neben Statuen erhielt Imhof vermehrt Aufträge für Büsten, unter anderem vom bayerischen König Ludwig I., der 1832 Büsten des bayerischen Kurfürsten Maximilian I. und 1835 des Humanisten Johannes Reuchlin zur Ausstattung der Gedenkstätte Walhalla bestellte. Dessen Sohn Otto I., König von Griechenland, berief Imhof als Professor an die 1836 gegründete Kunstakademie nach Athen, wo er sich zudem mit der Restaurierung ausgegrabener Antiken und der Karyatiden des Erechtheions beschäftigte. Sein schlechter Gesundheitszustand und der Mangel an Aufträgen führten ihn 1838 wieder nach Rom zurück, wo er bis auf einen kurzen Aufenthalt in Zürich und einigen kleineren Reisen bis zu seinem Lebensende am 4. Mai 1869 wohnte und arbeitete. Neben dem deutschen und englischen Adel und Großbürgertum zählten auch der Herzog Maximilian von Leuchtenberg aus dem Geschlecht de Beauharnais und das russische Kaiserhaus zu seinem Kundenkreis. Als Vertreter der Thorvaldsen-Schule hatte Imhof ab 1848 zunehmend Mühe, sich auf dem internationalen Kunstmarkt zu behaupten, wodurch sich auch seine ökonomische Situation verschlechterte. In den letzten Lebensjahren litt er wie viele Bildhauer unter rheumatischen Beschwerden, was ihn bei der Arbeit zunehmend beeinträchtigte. Begraben wurde Imhof auf dem Campo Santo Teutonico.
Der Maler Carl Christian Vogel von Vogelstein porträtierte Imhof in einem Gemälde, das in dessen Sammlung weiterer Künstlerporträts im Kupferstichkabinett Dresden aufbewahrt wird. Imhofs Tochter Mariette heiratete den österreichischen Maler Othmar Brioschi. Zu seinen Schülern gehörten die Freiburgerin Marcello und wohl auch der Basler Ferdinand Schlöth, zu dem das Verhältnis später in eine gehässige Rivalität umschlug.

## Familie
Imhof war seit 1849 mit der Protestantin Henriette Ott (1825–1892) aus Zürich verheiratet. Aus dieser Ehe gingen fünf Töchter und zwei Söhne hervor. Die Tochter Franziska Auguste Sophie (* um 1854 in Rom; † 16. März 1944 in Dresden), genannt Fanny, heiratete 1875 den Ingenieur Oskar Ludwig Kummer. Annarella Imhof (1856–1935) heiratete 1881 den Kunsthändler und Galeristen Fritz Gurlitt. Maria Imhof, genannt Mimmy, war seit 1887 mit dem Maler Othmar Brioschi verheiratet. Angela Imhof (1858–1940) heiratete 1878 in Rom den Maler Hermann Knackfuß.

## Bedeutung
Die 1828/29 für den späteren preußischen König Friedrich Wilhelm IV. geschaffene Marmorstatue David mit dem Haupte Goliaths ist wahrscheinlich die erste Skulptur, die bewusst den Klassizismus Thorvaldsens mit der Bildsprache der Nazarener zu verbinden suchte. Sie steht am Anfang von Imhofs lebenslanger Beschäftigung mit den Gestalten des Alten Testaments, die er in empfindsamer Schlichtheit darzustellen verstand und denen er einen Teil seines Ruhms verdankte. Eine eigenständige Stellung innerhalb der weitverzweigten Thorvaldsen-Schule erlangte er auch durch die Einbindung von Bewegungsmotiven in die vom dänischen Künstlerunternehmer geprägte, auf Ruhe und verhaltene Gebärden ausgerichtete spätklassizistische Formensprache.

## Werke (Auswahl)

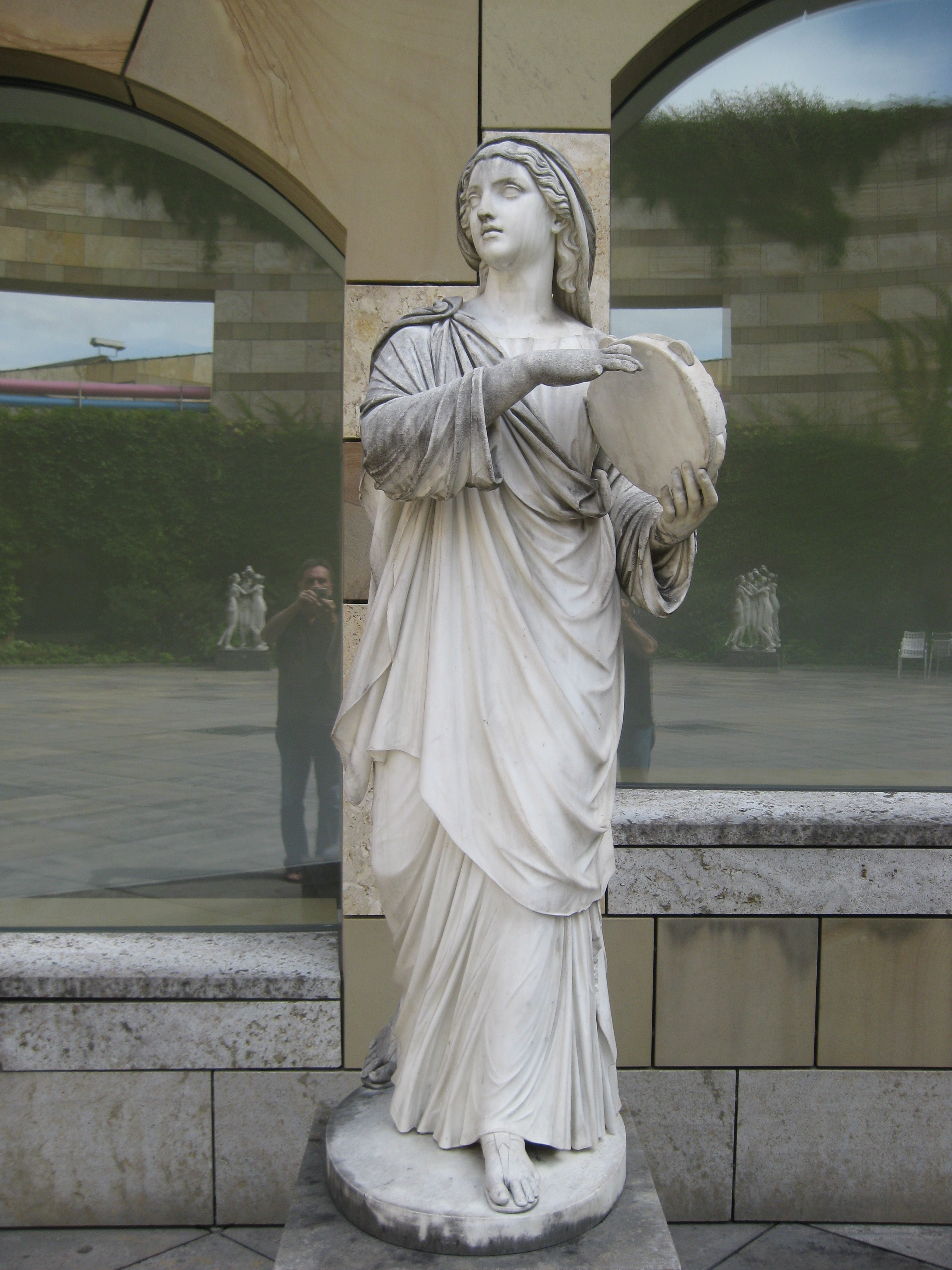
Statue der Miriam, Stuttgart, Rotunde der Staatsgalerie

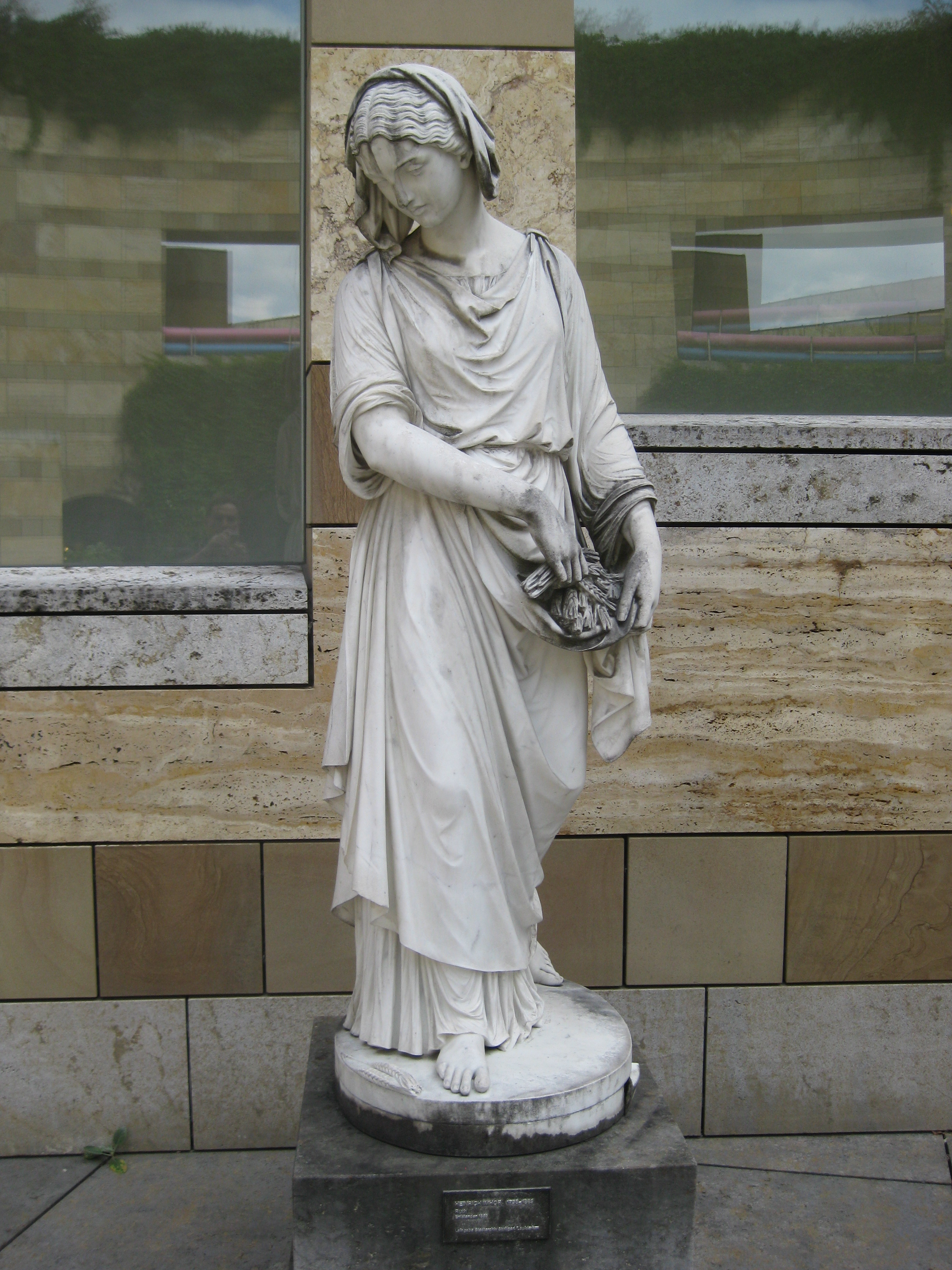
Statue der Ruth, Stuttgart, Rotunde der Staatsgalerie

- um 1814 Schnitzarbeiten am Portal der Pfarrkirche in Kerns
- 1819 Büste oder Relief des preußischen Kronprinzen Friedrich Wilhelm (IV.)
- 1820 Profilporträt des Bildhauers Johann Heinrich Dannecker, als Dauerleihgabe der LETTER Stiftung seit 2003 im Württembergischen Landesmuseum, Stuttgart.[6]
- 1827 Porträtbüste des Architekten Melchior Berri, Museum an der Augustinergasse, Basel, Treppenhaus
- 1828 Marmorstatue David mit dem Haupt des Goliath, für Schloss Charlottenhof, Park Sanssouci, Potsdam
- 1832 Büste des bayerischen Kurfürsten Maximilian I., für die Walhalla
- 1831/32 Atalante im Wettlauf die goldenen Äpfel des Hippomenes aufhebend, Reste des Originals aus Gips im Kunstmuseum Bern
- 1832/33 Büste des Geografen Johann Gottfried Ebel, heute in der Zentralbibliothek Zürich
- 1835 Büste des Humanisten Reuchlin, für die Walhalla
- 1837 und nach 1850 Madonna mit Jesuskind, Gipsabguss im Historischen Museum Uri, Altdorf
- 1838 Büste des griechischen Königs Otto I., heute im Otto-König-von-Griechenland-Museum, Rathaus Ottobrunn
- 1838 Büste der Herzogin Amalie von Oldenburg, dann Königin von Griechenland, heute im Stammhaus der Landessparkasse zu Oldenburg
- 1841 Rebekka mit dem Armband, Original aus Gips im Kunstmuseum Bern. Marmorausführung von 1867 im Kunstmuseum Basel.[7]
- 1842 Hagar mit dem verschmachtenden Ismael, für den Herzog Maximilian von Leuchtenberg, Eremitage, Sankt Petersburg. Eine weitere Gruppe im Royal Museum and Library, Peel Park, Salford
- 1845 Die Mutter des Moses setzt ihr Kind auf dem Wasser des Nils aus, für Zar Nikolaus I.
- um 1845 Marmorrelief an der Friedhofsmauer in Altdorf, Kanton Uri
- 1845 Miriam, ehemals im Stadtschloss Potsdam, heute im Raffaelsaal des Orangerieschlosses und in der Staatsgalerie Stuttgart[8]
- 1846 Büste des Pädagogen Johann Heinrich Pestalozzi, für die Stadtbibliothek, heute Zentralbibliothek in Zürich
- 1858 Büste des Zürcher Bürgermeisters Johann Jakob Hess, (ehemals im Haus zum Lindental/Landolthaus Zürich, heute im Kunsthaus Zürich ?)
- 1859 Ruth die Ährenleserin, Staatsgalerie Stuttgart[9]
- 1865 Eva vor dem Sündenfall, Kunstmuseum Bern
- 1866 Jesus vor den Schriftgelehrten, Grabstele von Henriette Imhof-Ott, Protestantischer Friedhof, Rom

## Ausstellungen
- 1995: Altdorf, Historisches Museum Uri